# Latour-de-Carol
Pour les articles homonymes, voir Latour et Carol.
Latour-de-Carol  (en catalan La Tor de Querol) est une commune française, située au sud-ouest du département des Pyrénées-Orientales en région Occitanie.
Sur le plan historique et culturel, Latour-de-Carol se trouve en Cerdagne, pays catalan qui s'étend entre Mont-Louis et Bourg-Madame ; la paroisse faisait partie du comté de Cerdagne, dépendance du royaume d'Aragon, puis du royaume d'Espagne, en partie cédé à la France en 1659, en même temps que le comté de Roussillon.
Incluse dans le parc naturel régional des Pyrénées catalanes, la commune a un patrimoine naturel remarquable : un site Natura 2000 (« Capcir, Carlit et Campcardos ») et deux zones naturelles d'intérêt écologique, faunistique et floristique.
Latour-de-Carol est une commune rurale comptant 472 habitants en 2022, alors qu'elle en comptait 1 635 habitants en 1836, à son apogée. Ses habitants sont appelés Carolans et Carolanes.

## Géographie

### Situation
La commune de Latour-de-Carol se trouve dans le département des Pyrénées-Orientales, en région Occitanie et est frontalière avec l'Espagne (région de Catalogne).
Elle se situe à 86 km à vol d'oiseau de Perpignan, préfecture du département, et à 47 km de Prades, sous-préfecture.
Les communes les plus proches sont : Enveitg (2,2 km), Ur (4,0 km), Dorres (4,6 km), Angoustrine-Villeneuve-des-Escaldes (5,4 km), Bourg-Madame (5,7 km), Palau-de-Cerdagne (8,4 km), Porta (8,5 km), Estavar (8,9 km).
Sur le plan historique et culturel, Latour-de-Carol fait partie de la Cerdagne, haute vallée du Sègre d'une altitude moyenne de 1 200 m, qui s'étend d'est en ouest sur une quarantaine de kilomètres entre le col de la Perche et le col de Puymorens, en amont de Bourg-Madame, localité située à la frontière espagnole.

### Communes limitrophes

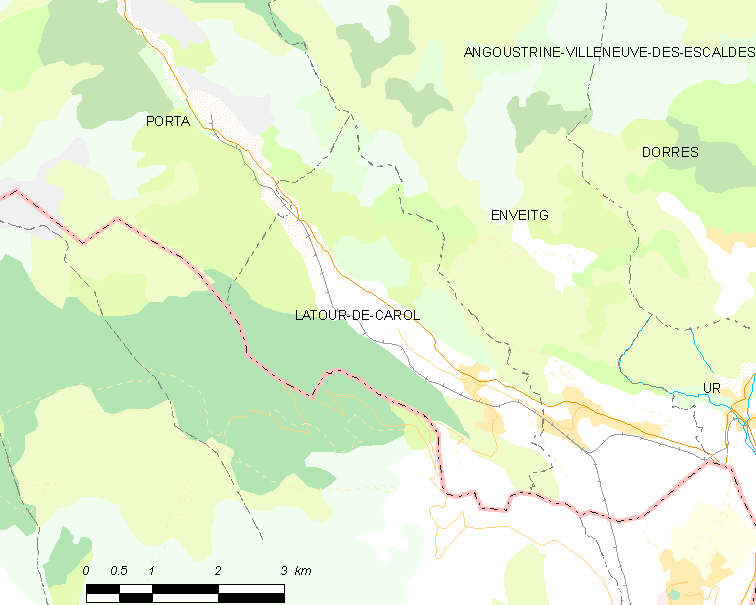
Situation de la commune.

Les communes limitrophes sont Guils de Cerdanya, Enveitg et Porta.
| Porta |                        |         |
|       | Latour-de-Carol        | Enveitg |
|       | Guils de Cerdanya (es) |         |

### Relief et géologie
L'altitude dans la commune varie de 1 209 (sortie de la rivière Carol) à 2 080 mètres au serrat de Freser.
La commune est classée en zone de sismicité 4, correspondant à une sismicité moyenne.

### Hydrographie
Le Carol, affluent de rive droite du Sègre, traverse la commune du nord au sud.
La commune est aussi arrosée par le riu de Querol, le riu de Salit et le riu de Tarterès.

### Climat
Pour des articles plus généraux, voir climat de l'Occitanie et climat des Pyrénées-Orientales.
En 2010, le climat de la commune est de type climat des marges montargnardes, selon une étude du CNRS s'appuyant sur une série de données couvrant la période 1971-2000. En 2020, Météo-France publie une typologie des climats de la France métropolitaine dans laquelle la commune est exposée à un climat de montagne ou de marges de montagne et est dans la région climatique Pyrénées orientales, caractérisée par une faible pluviométrie, un très bon ensoleillement (2 600 h/an), un air sec, particulièrement en hiver, et peu de brouillards.
Pour la période 1971-2000, la température annuelle moyenne est de 8,4 °C, avec une amplitude thermique annuelle de 15,3 °C. Le cumul annuel moyen de précipitations est de 684 mm, avec 7 jours de précipitations en janvier et 6,8 jours en juillet. Pour la période 1991-2020, la température moyenne annuelle observée sur la station météorologique la plus proche, située sur la commune de Formiguères à 24 km à vol d'oiseau, est de 7,6 °C et le cumul annuel moyen de précipitations est de 737,3 mm,. Pour l'avenir, les paramètres climatiques de la commune estimés pour 2050 selon différents scénarios d’émission de gaz à effet de serre sont consultables sur un site spécialisé géré par Météo-France en novembre 2022.

### Milieux naturels et biodiversité

#### Espaces protégés
La protection réglementaire est le mode d’intervention le plus fort pour préserver des espaces naturels remarquables et leur biodiversité associée,.
Dans ce cadre, la commune fait partie d’un espace protégé : le parc naturel régional des Pyrénées catalanes, créé en 2004 et d'une superficie de 139 062 ha, qui s'étend sur 66 communes du département. Ce territoire s'étage des fonds maraîchers et fruitiers des vallées de basse altitude aux plus hauts sommets des Pyrénées-Orientales en passant par les grands massifs de garrigue et de forêt méditerranéenne,.

#### Réseau Natura 2000

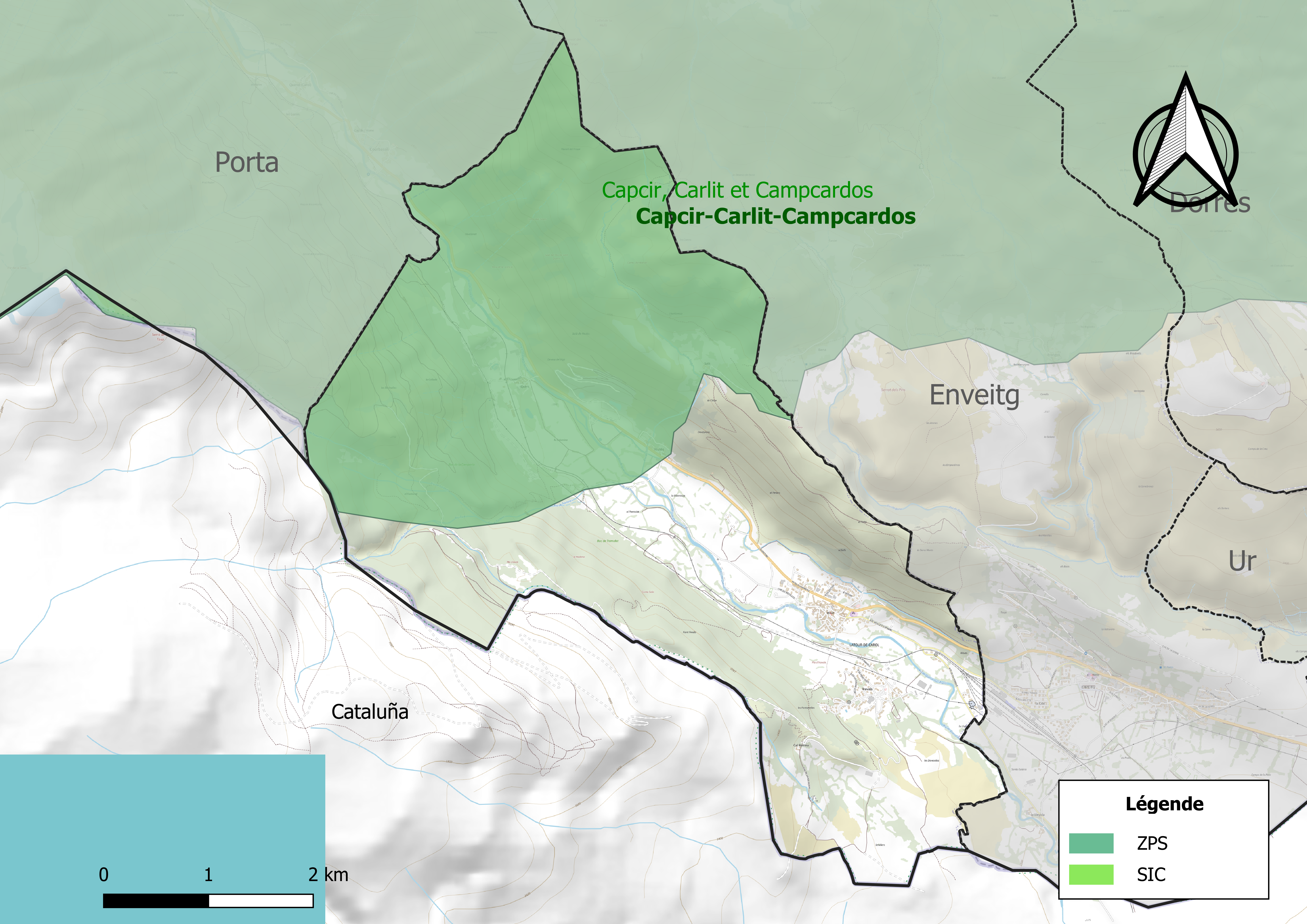
Site Natura 2000 sur le territoire communal.

Le réseau Natura 2000 est un réseau écologique européen de sites naturels d'intérêt écologique élaboré à partir des directives habitats et oiseaux, constitué de zones spéciales de conservation (ZSC) et de zones de protection spéciale (ZPS).
Le site Natura 2000 Capcir-Carlit-Campcardos couvre une superficie de 39 760 ha sur le territoire de quinze communes du département dont celle-ci, à la fois au titre de la directive habitats et de la directive oiseaux. Cette zone présente de nombreux habitats naturels alpins (pelouses, landes) et des milieux rocheux majoritairement siliceux et héberge certaines espèces d'intérêt communautaire : Botrychium simplex, Ligularia sibirica pour les plantes, Desman des Pyrénées et Loche pour les animaux. Au titre de la directive oiseaux, elle recèle une grande diversité d'habitats naturels se traduisant par un patrimoine ornithologique remarquable puisqu'elle accueille la plupart des espèces caractéristiques des zones de montagne, que ce soit parmi les rapaces (Gypaète barbu, Circaète Jean-le-Blanc, aigle royal, Faucon pèlerin), les galliformes (Lagopède, grand Tétras) ou les espèces forestières (Pic noir) et d'autres de milieux plus ouverts,.

#### Zones naturelles d'intérêt écologique, faunistique et floristique
L’inventaire des zones naturelles d'intérêt écologique, faunistique et floristique (ZNIEFF) a pour objectif de réaliser une couverture des zones les plus intéressantes sur le plan écologique, essentiellement dans la perspective d’améliorer la connaissance du patrimoine naturel national et de fournir aux différents décideurs un outil d’aide à la prise en compte de l’environnement dans l’aménagement du territoire.
Une ZNIEFF de type 1 est recensée sur la commune : la « vallée du Carol » (2 929 ha), couvrant 3 communes du département ; une ZNIEFF de type 2, : la « Basse Cerdagne » (3 916 ha), couvrant 12 communes du département.

Carte des ZNIEFF de type 1 et 2 à Latour-de-Carol.
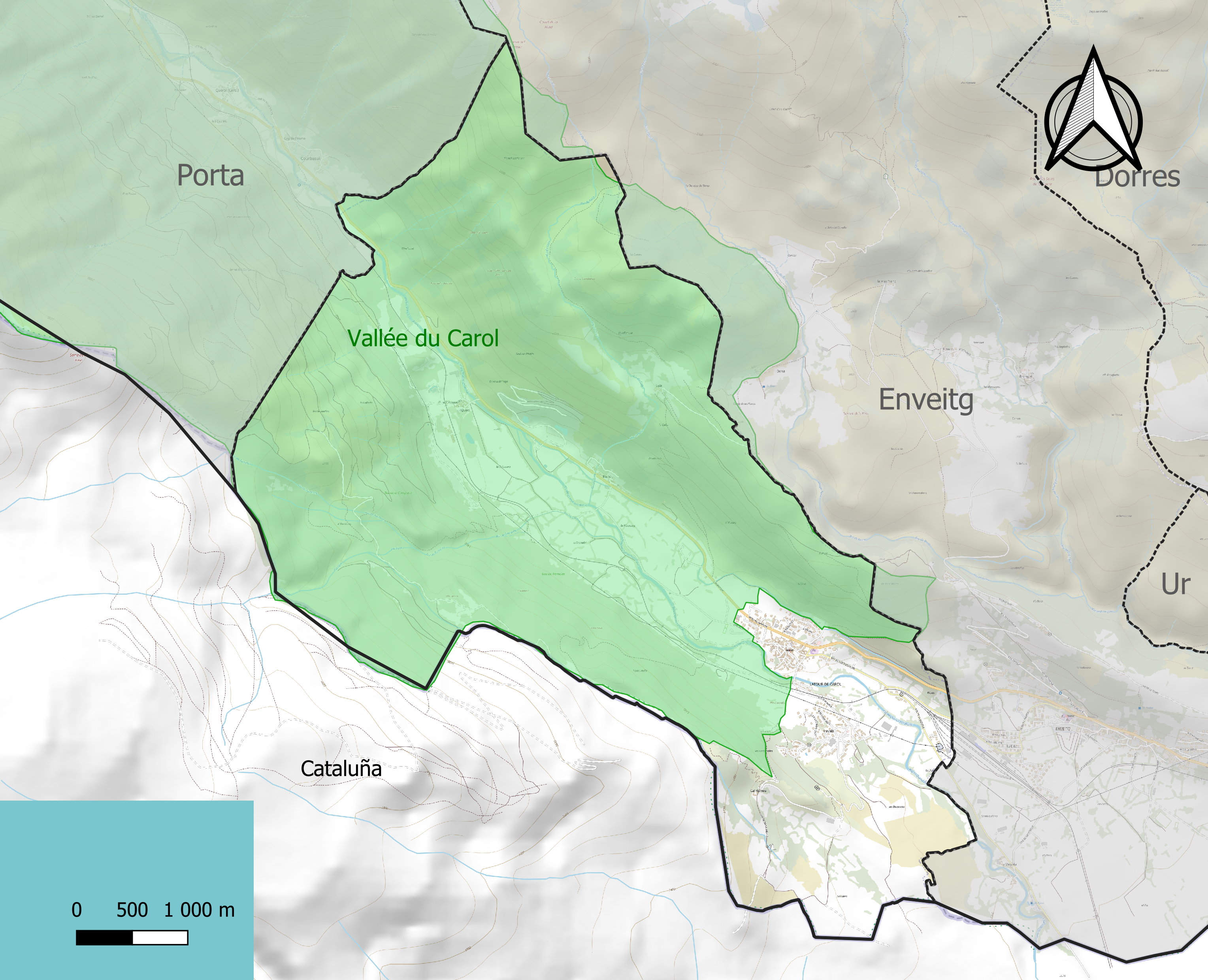
Carte de la ZNIEFF de type 1 sur la commune.
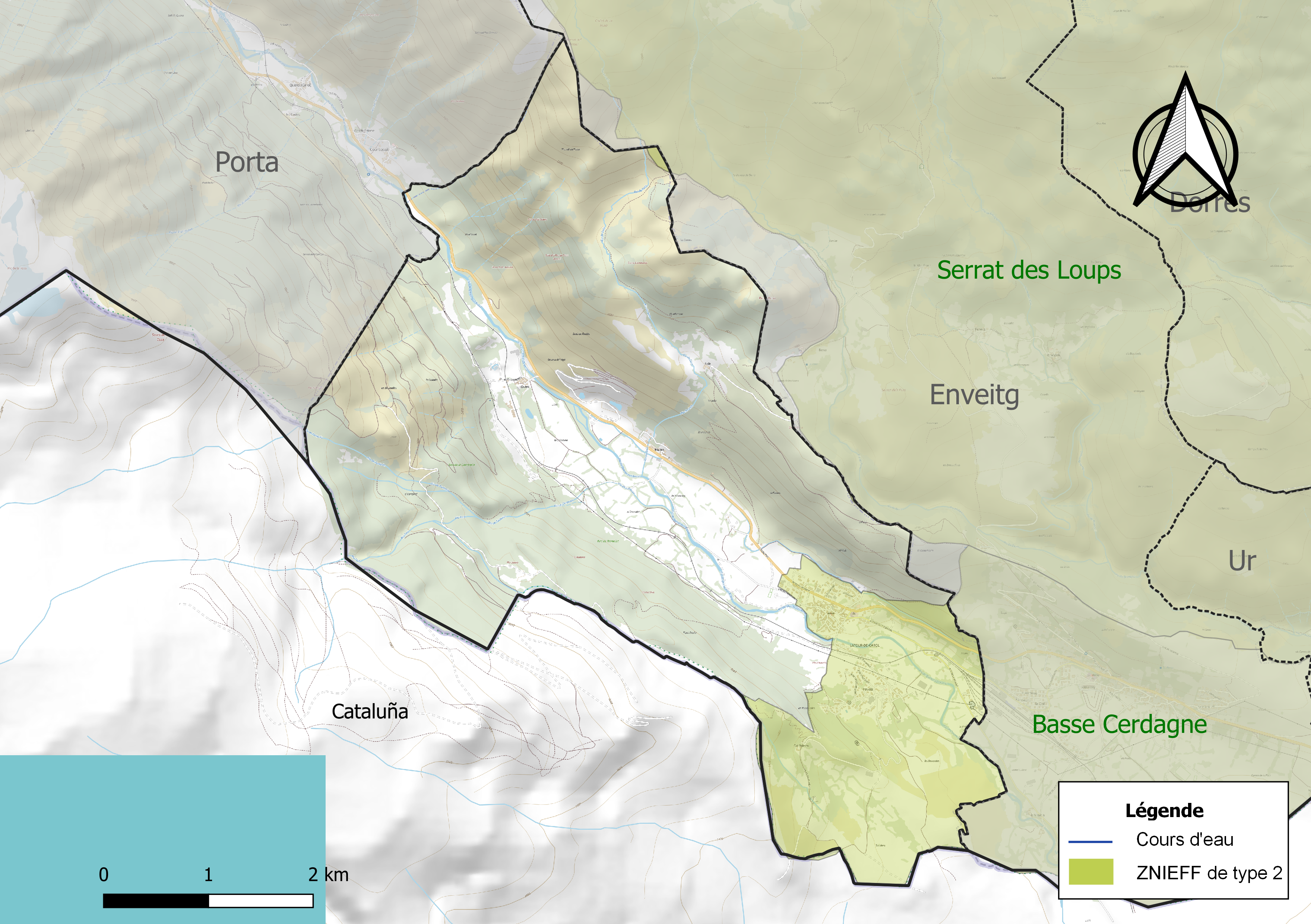
Carte de la ZNIEFF de type 2 sur la commune.

## Urbanisme

### Typologie
Au 1er janvier 2024, Latour-de-Carol est catégorisée commune rurale à habitat dispersé, selon la nouvelle grille communale de densité à sept niveaux définie par l'Insee en 2022.
Elle est située hors unité urbaine et hors attraction des villes,.

### Occupation des sols
L'occupation des sols de la commune, telle qu'elle ressort de la base de données européenne d’occupation biophysique des sols Corine Land Cover (CLC), est marquée par l'importance des forêts et milieux semi-naturels (67,6 % en 2018), en diminution par rapport à 1990 (68,8 %). La répartition détaillée en 2018 est la suivante : milieux à végétation arbustive et/ou herbacée (35,3 %), forêts (24,6 %), zones agricoles hétérogènes (13,5 %), prairies (11 %), espaces ouverts, sans ou avec peu de végétation (7,6 %), mines, décharges et chantiers (4,1 %), zones urbanisées (3,3 %), terres arables (0,6 %). L'évolution de l’occupation des sols de la commune et de ses infrastructures peut être observée sur les différentes représentations cartographiques du territoire : la carte de Cassini (XVIIIe siècle), la carte d'état-major (1820-1866) et les cartes ou photos aériennes de l'IGN pour la période actuelle (de 1950 à aujourd'hui).

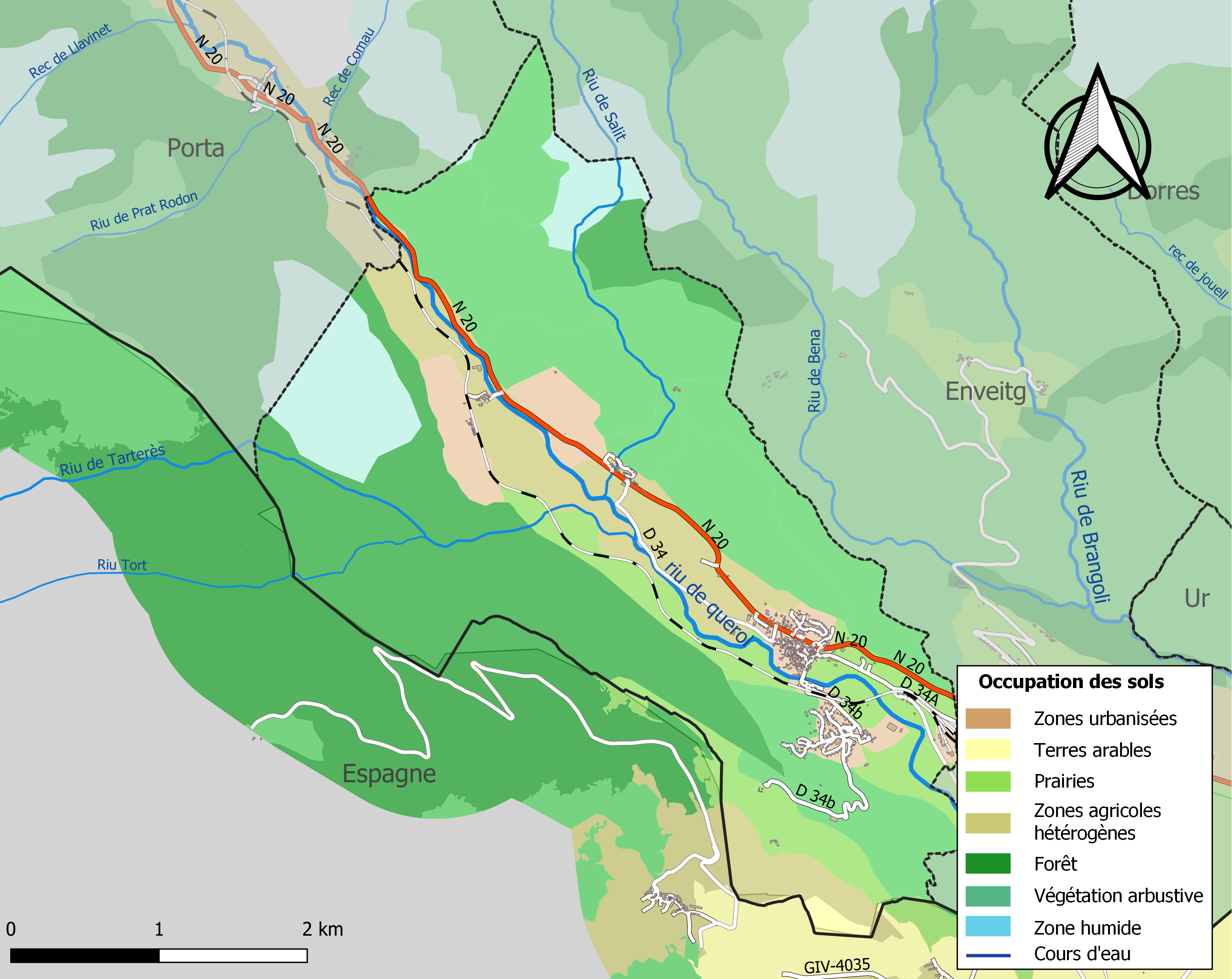
Carte des infrastructures et de l'occupation des sols de la commune en 2018 (CLC).

### Morphologie urbaine
Latour-de-Carol est divisé en plusieurs hameaux, tous situés à proximité de la vallée du Carol. Ceux-ci sont, du nord au sud : Quers, Riutès, Latour-de-Carol et Iravals. On trouve également des hameaux plus isolés : San Pere de Sedret, au sud-ouest d'Iravals, et Salit au nord-est de Riutès.

### Logement
La commune de Latour-de-Carol compte, en 2009, 486 logements. Parmi ceux-ci, 40,2 % sont des résidences principales, 48,6 % sont des résidences secondaires et 11,2 % sont vacants. 63,4 % des ménages de Latour-de-Carol sont propriétaires de leur résidence principale.

### Voies de communication et transports
Le train jaune s’arrête en gare de Latour-de-Carol - Enveitg, gare internationale, entre les réseaux français et espagnol, située sur la commune voisine d'Enveitg. La gare possède en conséquence trois écartements de voie différents : 1 000 mm (ligne de Cerdagne, surnommée « train jaune »), 1 435 mm (SNCF) et 1 668 mm (Renfe).
De nombreuses lignes du réseau régional intermodal liO desservent la commune : les lignes 562 (Latour-de-Carol - Puyvalador), 566 (Latour-de-Carol - Porté-Puymorens) et 560 (Porté-Puymorens - Perpignan).

### Risques majeurs
Le territoire de la commune de Latour-de-Carol est vulnérable à différents aléas naturels : inondations, climatiques (grand froid ou canicule), feux de forêts, mouvements de terrains et séisme (sismicité moyenne). Il est également exposé à deux risques technologiques (le transport de matières dangereuses et la rupture d'un barrage) et à un risque particulier (le risque radon),.

#### Risques naturels
Certaines parties du territoire communal sont susceptibles d’être affectées par le risque d’inondation par crue torrentielle de cours d'eau du bassin du Sègre.
Les mouvements de terrains susceptibles de se produire sur la commune sont soit des mouvements liés au retrait-gonflement des argiles, soit des glissements de terrains, soit des chutes de blocs. Une cartographie nationale de l'aléa retrait-gonflement des argiles permet de connaître les sols argileux ou marneux susceptibles vis-à-vis de ce phénomène.

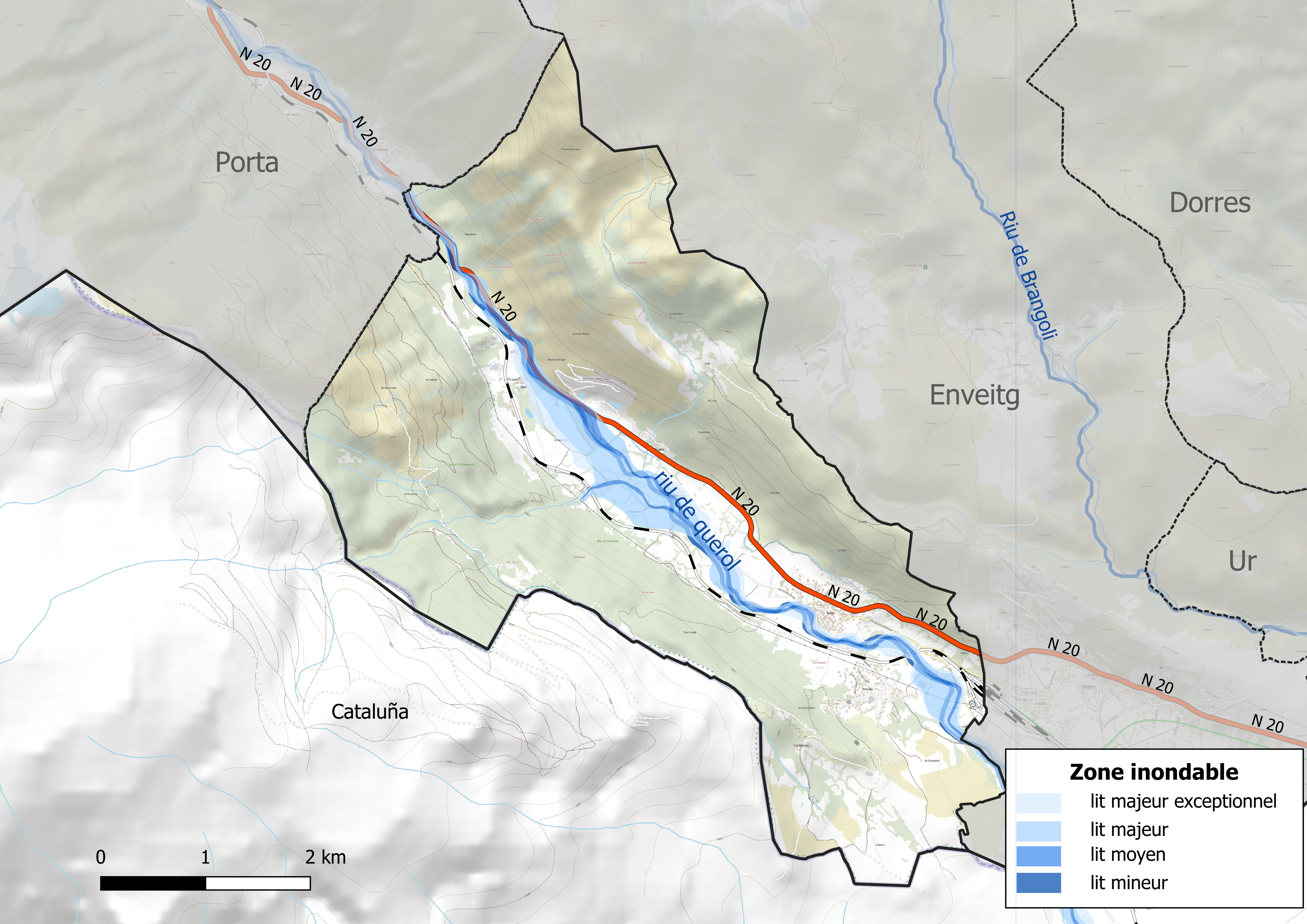
Carte des zones inondables.
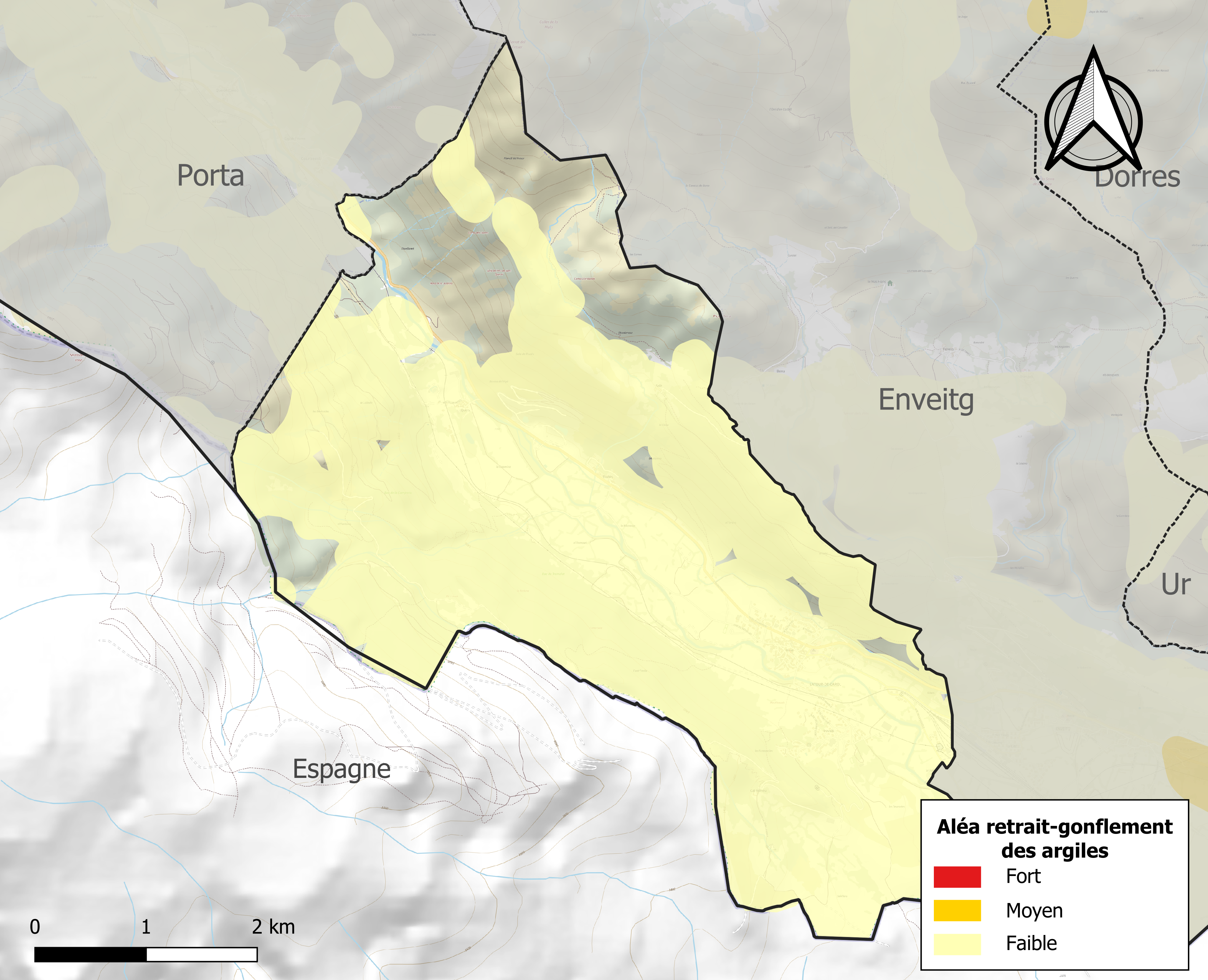
Carte des zones d'aléa retrait-gonflement des argiles.

#### Risques technologiques
Le risque de transport de matières dangereuses sur la commune est lié à sa traversée par une route à fort trafic. Un accident se produisant sur une telle infrastructure est en effet susceptible d’avoir des effets graves au bâti ou aux personnes dans un rayon pouvant aller jusqu’à 350 m, selon la nature du matériau transporté. Des dispositions d’urbanisme peuvent être préconisées en conséquence.
Dans le département des Pyrénées-Orientales, on dénombre sept grands barrages susceptibles d’occasionner des dégâts en cas de rupture. La commune fait partie des 66 communes susceptibles d’être touchées par l’onde de submersion consécutive à la rupture d’un de ces barrages, en l’occurrence le barrage de Lanoux sur le ruisseau de Font Vive, un ouvrage de 42,5 m de hauteur construit en 1962.

#### Risque particulier
Dans plusieurs parties du territoire national, le radon, accumulé dans certains logements ou autres locaux, peut constituer une source significative d’exposition de la population aux rayonnements ionisants. Toutes les communes du département sont concernées par le risque radon à un niveau plus ou moins élevé. Selon la classification de 2018, la commune de Latour-de-Carol est classée en zone 3, à savoir en « zone à potentiel radon significatif ».

## Toponymie
En catalan, le nom de la commune est la Tor de Querol ; les habitants sont els Querolans.
Le hameau de Carol qui a donné son nom à la tour (aujourd'hui disparue) se situe plus haut dans la vallée, au nord-ouest sur la commune de Porta.

## Histoire
Les premières traces d'habitation datent de 600 av. J.-C. et se trouvent à l'emplacement du hameau d'Iravals. Le peuplement s'est déplacé à partir du XIIIe siècle autour du hameau de Latour-de-Carol, délaissant en partie Iravals.
Le 1er février 1837, la commune de Porta est créée par détachement de Latour-de-Carol.

## Politique et administration

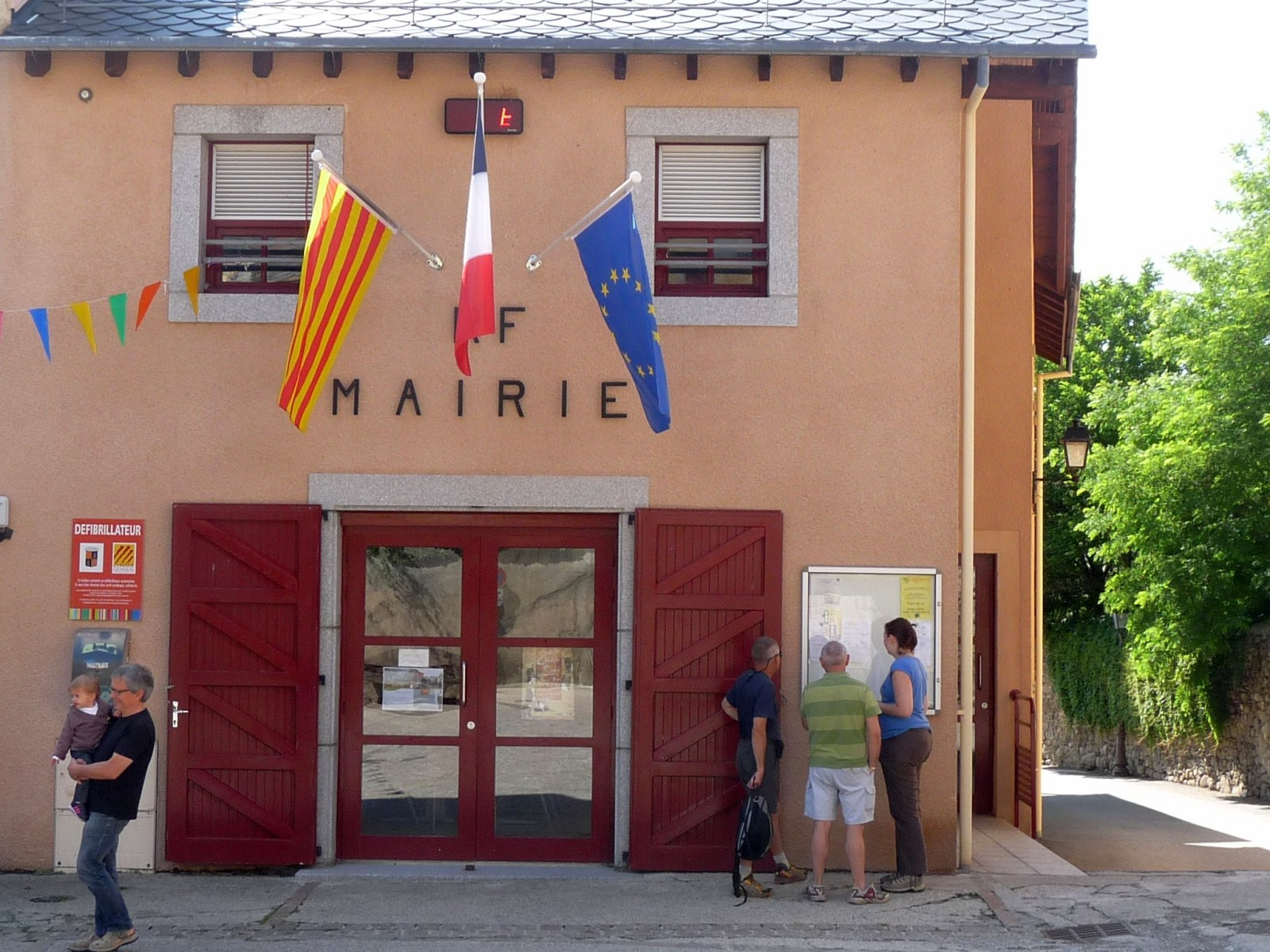
La mairie.

À compter des élections départementales de 2015, la commune est incluse dans le nouveau canton des Pyrénées catalanes.

### Liste des maires
| Période           | Période           | Identité                | Étiquette | Qualité                                                                 |
| ----------------- | ----------------- | ----------------------- | --------- | ----------------------------------------------------------------------- |
| 1790              | 28 août 1793      | Bonaventure Moreno Vigo |           |                                                                         |
| 28 août 1793      | 1795              | Gil Duran               |           |                                                                         |
| 1795              | 1799              | Étienne Rabat           |           |                                                                         |
| 1799              | 1800              | Paul Garreta            |           |                                                                         |
| 1800              | décembre 1807     | Laurent Vigo            |           |                                                                         |
| janvier 1808      | janvier 1810      | François Garreta        |           |                                                                         |
| janvier 1810      | juin 1811         | Augustin Vernis         |           |                                                                         |
| juin 1811         | janvier 1816      | Étienne Rabat           |           |                                                                         |
| janvier 1816      | décembre 1819     | Quentin Isern           |           |                                                                         |
| décembre 1819     | 4 mars 1831       | Bonaventure Vigo Grau   |           |                                                                         |
| 4 mars 1831       | août 1831         | Étienne Rabat           |           |                                                                         |
| août 1831         | 22 décembre 1831  | Jacques Vernis          |           |                                                                         |
| 22 décembre 1831  | 21 février 1838   | Étienne Garreta         |           |                                                                         |
| 21 février 1838   | 10 avril 1848     | Paul Duran              |           |                                                                         |
| 10 avril 1848     | 22 juillet 1849   | Quentin Yzern           |           |                                                                         |
| 22 juillet 1849   | 25 avril 1852     | Paul Puig               |           |                                                                         |
| 25 avril 1852     | 8 juin 1858       | Paul Duran              |           |                                                                         |
| 8 juin 1858       | 4 septembre 1870  | Laurent Vigo            |           |                                                                         |
| 4 septembre 1870  | 20 septembre 1877 | Augustin Garreta        |           |                                                                         |
| 20 septembre 1877 | 31 décembre 1877  | Étienne Vernis          |           |                                                                         |
| 31 décembre 1877  | 21 janvier 1878   | Thomas Vivès            |           |                                                                         |
| 21 janvier 1878   | 20 juin 1880      | Augustin Garreta        |           |                                                                         |
| 20 juin 1880      | 18 mai 1884       | Jean Barrère            |           |                                                                         |
| 18 mai 1884       | 7 avril 1910      | Adolphe Ramonatxo       |           |                                                                         |
| 7 avril 1910      | 17 mai 1925       | Jacques Vernis          |           |                                                                         |
| 17 mai 1925       | 8 novembre 1942   | Joseph Naudon           |           |                                                                         |
| 8 novembre 1942   | 18 mai 1945       | Pierre Monné            |           |                                                                         |
| 18 mai 1945       | 31 octobre 1947   | François Marti          |           |                                                                         |
| 31 octobre 1947   | 21 mars 1964      | Antoine Astor           |           |                                                                         |
| 21 mars 1964      | 19 mars 1971      | Jacques Churet          |           |                                                                         |
| 19 mars 1971      | 11 mars 1983      | Charles Churet          |           |                                                                         |
| 11 mars 1983      | 29 février 1984   | Jean Delcor             |           |                                                                         |
| 29 février 1984   | 25 mars 1989      | Francis Bosom           |           |                                                                         |
| 25 mars 1989      | 23 juin 1995      | René Fourcade           |           |                                                                         |
| 23 juin 1995      | 2008              | Albert Truno            |           | Conseiller régional de Midi-Pyrénées Ancien adjoint au maire de Pamiers |
| mars 2008         | 21 février 2014   | Marcel Peytavi,         |           | Ancien proviseur du lycée Joffre (Montpellier)                          |
| mars 2014         | En cours          | Cécile Houyau           |           |                                                                         |

## Population et société

### Démographie ancienne
La population est exprimée en nombre de feux (f) ou d'habitants (H).
| 1359 | 1365 | 1378 | 1515 | 1553 | 1709 | 1720 | 1765    | 1774    |
| ---- | ---- | ---- | ---- | ---- | ---- | ---- | ------- | ------- |
| 90 f | 91 f | 26 f | 8 f  | 3 f  | 81 f | 95 f | 1 122 H | 1 156 H |

| 1789  | - | - | - | - | - | - | - | - |
| ----- | - | - | - | - | - | - | - | - |
| 223 f | - | - | - | - | - | - | - | - |

Notes :
- 1365 : dont 8 f pour Sainte-Eulalie et 5 f pour Yravals ;
- 1378 : dont 4 f pour Ques, 5 f pour Ruitès, 3 f pour Sainte-Eulalie et 6 f pour Yravals ;
- 1515 : dont 2 f pour Ques, 1 f pour Ruitès et 1 f pour Yravals ;
- 1553 : pour Sainte-Eulalie ;
- 1720 : pour la vallée de Carol ;
- 1774 : 1156 H ou 109 f, dont 71 f pour Latour-de-Carol seulement, 33 f pour Carols et 5 f pour Iravals.

Le hameau de Sainte-Eulalie est aujourd'hui sur la commune d'Enveitg et celui de Carol sur la commune de Porta.

### Démographie contemporaine
L'évolution du nombre d'habitants est connue à travers les recensements de la population effectués dans la commune depuis 1793. Pour les communes de moins de 10 000 habitants, une enquête de recensement portant sur toute la population est réalisée tous les cinq ans, les populations de référence des années intermédiaires étant quant à elles estimées par interpolation ou extrapolation. Pour la commune, le premier recensement exhaustif entrant dans le cadre du nouveau dispositif a été réalisé en 2006.

En 2022, la commune comptait 472 habitants, en évolution de +12,11 % par rapport à 2016 (Pyrénées-Orientales : +3,92 %, France hors Mayotte : +2,11 %).
| 1793  | 1800  | 1806  | 1821  | 1831  | 1836  | 1841 | 1846 | 1851 |
| ----- | ----- | ----- | ----- | ----- | ----- | ---- | ---- | ---- |
| 1 073 | 1 295 | 1 318 | 1 463 | 1 501 | 1 635 | 660  | 761  | 661  |

| 1856 | 1861 | 1866 | 1872 | 1876 | 1881 | 1886 | 1891 | 1896 |
| ---- | ---- | ---- | ---- | ---- | ---- | ---- | ---- | ---- |
| 695  | 704  | 734  | 776  | 631  | 574  | 615  | 602  | 540  |

| 1901 | 1906 | 1911 | 1921 | 1926 | 1931 | 1936 | 1946 | 1954 |
| ---- | ---- | ---- | ---- | ---- | ---- | ---- | ---- | ---- |
| 548  | 556  | 529  | 538  | 554  | 627  | 570  | 474  | 383  |

| 1962 | 1968 | 1975 | 1982 | 1990 | 1999 | 2006 | 2011 | 2016 |
| ---- | ---- | ---- | ---- | ---- | ---- | ---- | ---- | ---- |
| 359  | 359  | 381  | 390  | 364  | 367  | 386  | 410  | 421  |

| 2021 | 2022 | - | - | - | - | - | - | - |
| ---- | ---- | - | - | - | - | - | - | - |
| 461  | 472  | - | - | - | - | - | - | - |

| selon la population municipale des années : | 1968 | 1975 | 1982 | 1990 | 1999 | 2006 | 2009 | 2013 |
| Rang de la commune dans le département      | 95   | 104  | 99   | 112  | 117  | 118  | 115  | 116  |
| Nombre de communes du département           | 232  | 217  | 220  | 225  | 226  | 226  | 226  | 226  |

### Enseignement

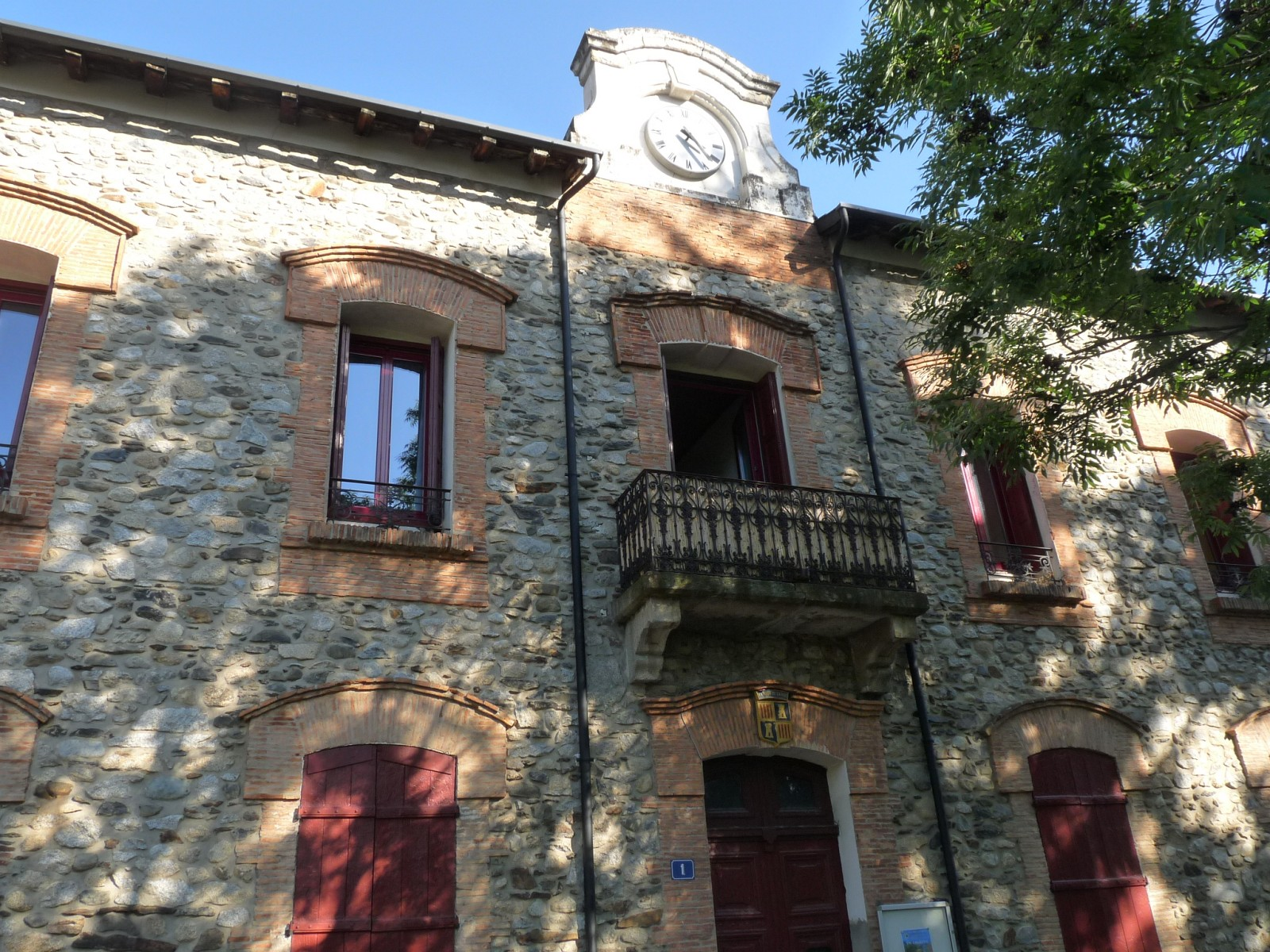
L'école communale.

L'école est un regroupement pédagogique intercommunal entre Latour-de-Carol et Enveitg. Latour possède une école primaire avec section maternelle et élémentaire entre le CE2 et le CM2, et Enveitg accueille l'école élémentaire pour le CP et CE1. L'école est située au sud du bourg.
Le secteur du collège est Bourg-Madame.

### Manifestations culturelles et festivités
- Fête patronale : 26 décembre[38] ;
- Fête communale : 15 août[38].

### Sports
Latour-de-Carol a vu le passage de la 15e étape du Tour de France 2021 (Céret-Andorre-la-Vieille) à 114,1 km après le départ de Céret.

## Économie

### Revenus
En 2018, la commune compte 185 ménages fiscaux, regroupant 426 personnes. La médiane du revenu disponible par unité de consommation est de 20 490 € (19 350 € dans le département).

### Emploi
|                | 2008   | 2013   | 2018   |
| -------------- | ------ | ------ | ------ |
| Commune        | 3 %    | 4,3 %  | 7,8 %  |
| Département    | 10,3 % | 12,9 % | 13,3 % |
| France entière | 8,3 %  | 10 %   | 10 %   |

En 2018, la population âgée de 15 à 64 ans s'élève à 250 personnes, parmi lesquelles on compte 78,3 % d'actifs (70,5 % ayant un emploi et 7,8 % de chômeurs) et 21,7 % d'inactifs,. Depuis 2008, le taux de chômage communal (au sens du recensement) des 15-64 ans est inférieur à celui de la France et du département.
La commune est hors attraction des villes,. Elle compte 138 emplois en 2018, contre 116 en 2013 et 135 en 2008. Le nombre d'actifs ayant un emploi résidant dans la commune est de 183, soit un indicateur de concentration d'emploi de 75,1 % et un taux d'activité parmi les 15 ans ou plus de 57,2 %.
Sur ces 183 actifs de 15 ans ou plus ayant un emploi, 62 travaillent dans la commune, soit 34 % des habitants. Pour se rendre au travail, 79,3 % des habitants utilisent un véhicule personnel ou de fonction à quatre roues, 1,7 % les transports en commun, 13,4 % s'y rendent en deux-roues, à vélo ou à pied et 5,6 % n'ont pas besoin de transport (travail au domicile).

### Activités hors agriculture

#### Secteurs d'activités
55 établissements sont implantés  à Latour-de-Carol au 31 décembre 2019. Le tableau ci-dessous en détaille le nombre par secteur d'activité et compare les ratios avec ceux du département,.
| Secteur d'activité                                                                                        | Commune | Commune | Département |
| Secteur d'activité                                                                                        | Nombre  | %       | %           |
| --- | ------- | ------- | ----------- |
| Ensemble                                                                                                  | 55      |         |             |
| Industrie manufacturière, industries extractives et autres                                                | 7       | 12,7 %  | (8,7 %)     |
| Construction                                                                                              | 14      | 25,5 %  | (14,3 %)    |
| Commerce de gros et de détail, transports, hébergement et restauration                                    | 15      | 27,3 %  | (30,5 %)    |
| Activités financières et d'assurance                                                                      | 1       | 1,8 %   | (3 %)       |
| Activités immobilières                                                                                    | 5       | 9,1 %   | (6,2 %)     |
| Activités spécialisées, scientifiques et techniques et activités de services administratifs et de soutien | 5       | 9,1 %   | (13 %)      |
| Administration publique, enseignement, santé humaine et action sociale                                    | 6       | 10,9 %  | (13,9 %)    |
| Autres activités de services                                                                              | 2       | 3,6 %   | (8,5 %)     |

Le secteur du commerce de gros et de détail, des transports, de l'hébergement et de la restauration est prépondérant sur la commune puisqu'il représente 27,3 % du nombre total d'établissements de la commune (15 sur les 55 entreprises implantées  à Latour-de-Carol), contre 30,5 % au niveau départemental.

### Agriculture
|               | 1988 | 2000 | 2010 | 2020 |
| ------------- | ---- | ---- | ---- | ---- |
| Exploitations | 7    | 8    | 7    | 6    |
| SAU (ha)      | 424  | 355  | 454  | 688  |

La commune est dans la Cerdagne, une petite région agricole située à l'extrême ouest du département des Pyrénées-Orientales. En 2020, l'orientation technico-économique de l'agriculture  sur la commune est l'élevage de bovins, pour la viande. Six exploitations agricoles ayant leur siège dans la commune sont dénombrées lors du recensement agricole de 2020 (sept en 1988). La superficie agricole utilisée est de 688 ha,,.

## Culture locale et patrimoine

### Monuments et lieux touristiques
- L'ancienne église Saint-Fructueux d'Iravals ( Classé MH (1963)), ou chapelle d'Iravals, est située dans le hameau éponyme.
- L'église paroissiale Saint-Étienne est située sur une légère hauteur au sud du bourg. Elle date du XVe siècle. Il y fut découvert un panneau de bois au début du XXe siècle en réemploi, servant à fermer le côté gauche de l'autel de saint Sébastien qui s'avéra provenir d'un retable réalisé par Antoine Peytavi (v.1540 - 1592) pour la chapelle Saint-Fructueux de Latour-de-Carol. Il fut restauré et classé aux monuments historiques le 24 mai 1932.
- Un oratoire, situé à la sortie nord du bourg.

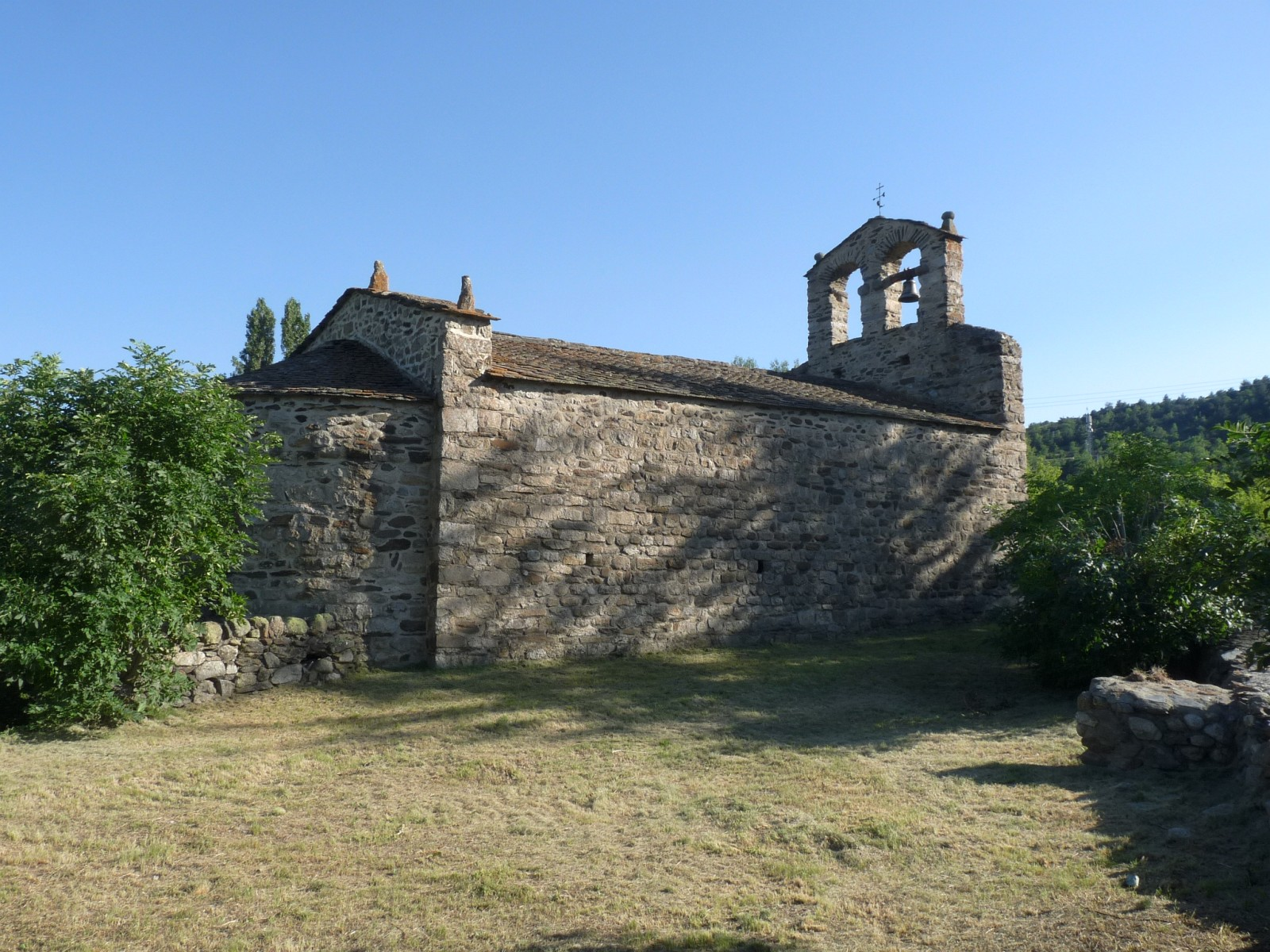
Église Saint-Fructueux d'Iravals.
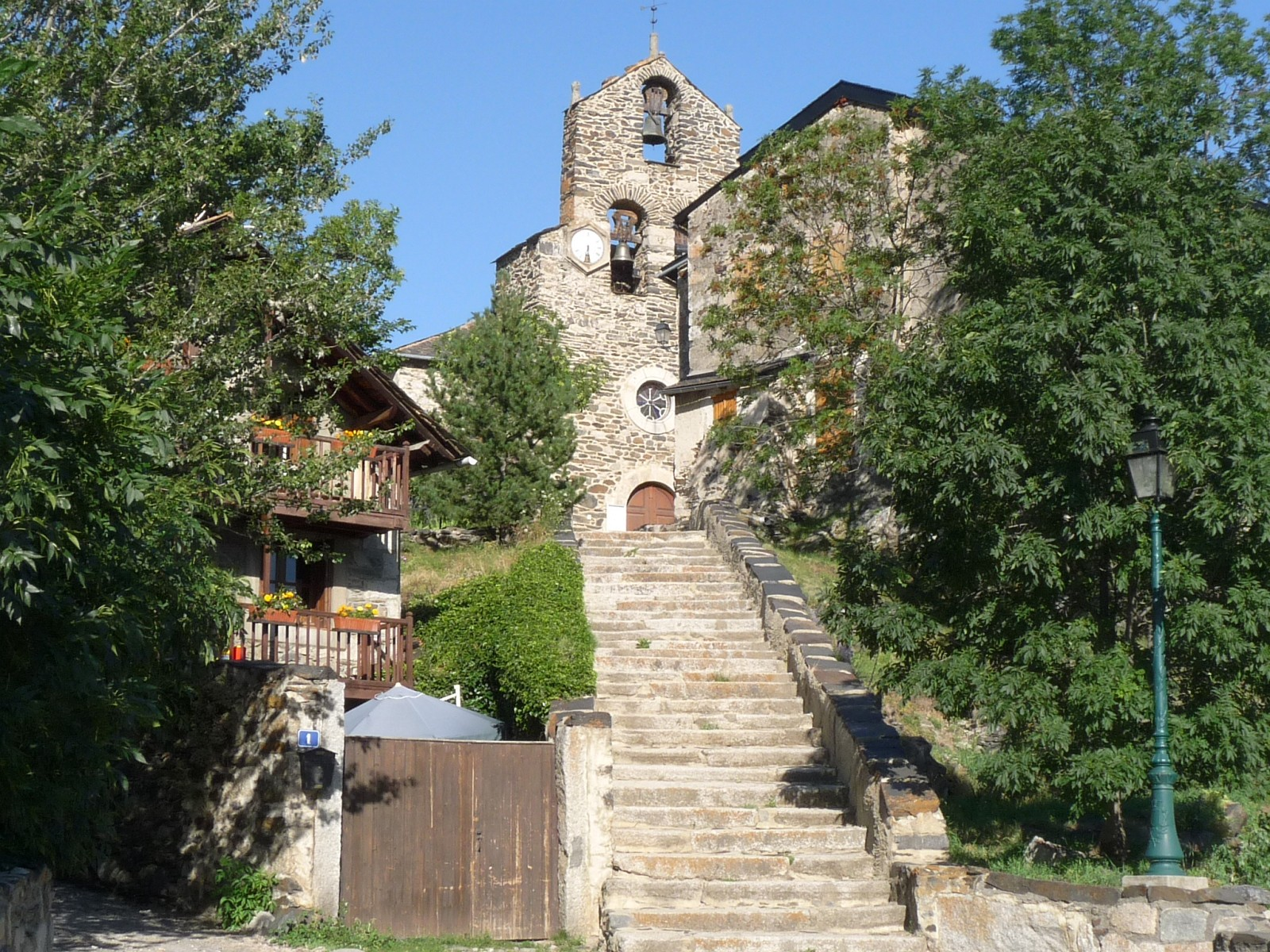
L'église Saint-Étienne.

### Héraldique
| Blason de Latour-de-Carol | Blason  | Écartelé: aux 1er et 4e d'or à quatre pals de gueules, aux 2e et 3e de sable à la tour d'or, maçonnée du champ, ouverte et ajourée d'argent. |
| Blason de Latour-de-Carol | Détails | Le statut officiel du blason reste à déterminer.                                                                                             |

### Culture populaire
- La gare de Latour-de-Carol a été popularisée par Brigitte Fontaine dans sa chanson Lettre à monsieur le chef de gare de La Tour de Carol.